# Ghiacciaio Dibble
Il ghiacciaio Dibble (in inglese Dibble Glacier) è un vasto ghiacciaio situato sulla costa di Clarie, nella parte orientale della Terra di Wilkes, in Antartide. Il ghiacciaio fluisce verso nord fino a dilungarsi in una grande lingua glaciale che entra nella costa orientale della baia di Davis.

## Storia
Il ghiacciaio Dibble è stato mappato per la prima volta nel 1955 da G. D. Blodgett grazie a fotografie aeree scattate durante l'operazione Highjump, 1946-1947, ed è stato in seguito così battezzato dal Comitato consultivo dei nomi antartici in onore di Jonas Dibble, carpentiere a bordo del Peacock, uno sloop facente parte della Spedizione di Wilkes, 1838-42, ufficialmente conosciuta come "United States Exploring Expedition" e comandata da Charles Wilkes. Dibble fu in particolare uno dei carpentieri che, lavorando per 24 ore di seguito, riuscirono a riparare il timone del Peacock, rimasto parzialmente danneggiato quando la nave urtò un blocco di ghiaccio e fu costretta a riparare verso nord.